# Under My Eyelids
Under My Eyelids è un album in studio del gruppo musicale polacco Via Mistica, pubblicato nel 2006.

## Tracce
1. Into the Night – 2:02
2. Dream I: Under My Eyelids – 5:32
3. Never (strumentale) – 1:10
4. Dream II: Edge of Light – 4:58
5. Dream III: My Eternal Home – 4:49
6. Dream IV: Secret – 4:06
7. Dream V: Beside You – 3:13
8. Dream VI: Fairy Tale – 3:02
9. Dream VII: She's Dead – 4:28
10. Fearless (strumentale) – 1:27
11. Dream VIII: Manolis – 5:23
12. Dream IX: Danse Macabre – 5:09
13. Dream X: Parallel Mind – 4:23
14. Dream XI: Believe – 3:59
15. Dream XII: Reflected in My Last Tear – 3:25

## Formazione
- Kaśka - voce, violoncello
- Rycho - tastiera elettronica
- Marek - chitarre, voce
- Marcin - chitarre
- Adam - batteria
- Jarek - basso